# Antonio Álvarez
Antonio Álvarez – piłkarz urugwajski, napastnik.
Jako piłkarz Racing Montevideo wziął udział w turnieju Copa América 1941, gdzie Urugwaj został wicemistrzem Ameryki Południowej. Alvarez zagrał tylko w jednym meczu - z Ekwadorem.
Nadal jako gracz klubu Racing był w kadrze reprezentacji podczas turnieju Copa América 1942, gdzie Urugwaj zdobył mistrzostwo Ameryki Południowej. Alvarez nie zagrał jednak w żadnym meczu.